# Tammiku
Tammiku es una localidad del municipio de Kose en el condado de Harju, Estonia, con una población a final del año 2011 de 49 habitantes. 
Se encuentra ubicada en el centro-sur del condado, a poca distancia al sur de Tallin y de la costa del mar Báltico, y cerca del río Pirita y de la frontera con los condados de Rapla y Järva.